# 東京切り裂きジャック事件
東京切り裂きジャック事件は、1967年から翌68年にかけ東京都で発生した連続殺人事件。
犯人の気に入らないことがあるとすぐに刃物で切りつけるような性格からその名で呼ばれた。
実際に犯人の男も「東京の切り裂きジャック」の異名を持つ。

## 事件の概要

### 渋谷の女性殺し
1968年1月1日の夜、東京・渋谷の連れ込み旅館で女性が死亡している状態で発見された、通報を受けて警視庁捜査一課の刑事たちが現場へ急行した、その一課の内のある1人の刑事が現場の様子を見るとあまりにも猟奇的で凄惨であった為、「ひでぇ...」と思わず呟いてしまうほどの凄惨であった。
女性は出血多量で死亡していることが判明し、遺体には90ヶ所以上もの刺し傷や切り傷があり、みぞおち部分からへその真下まで縦に切り裂かれており乳房はえぐられており非常に猟奇的で凄惨な方法で殺害されていた、捜査を進めていると、この第一の事件の被害者の女性の身元が判明し、30代の女性である事が判明した、被害者の女性は過去に売春容疑で逮捕されていた。
被害者の女性は渋谷の飲食店で働いており、元旦ではあったが飲食店は5時に開店しており、その日は職人風の25歳ぐらいの青年の男が客として来店していた、店主によるとその男は顔に特徴が無く、特に変わったところもない男であった。
男が6500円の代金を払って店を出ると、被害者の女性は「ちょっとそこまで送ってくるから」と店を出て男の後を追い、そのまま店に戻ってくることは無く、行方が不明となった。
現場の旅館の従業員によると、被害者の女性と男が寄り添ってやって来たのが午後9時ごろのことだったという。男は「3時間ほど休ませてくれ」と言い午後11時頃に男性は1人で降りてきて、「連れの女は30分後ぐらいに帰る」と言い1000円札を出しおつりを受け取らずに去っていった。その30分後に男が言った時間が経っても出てこない事が気になり様子を見に行った従業員が被害者の女性の遺体を発見した、通報は午後11時54分。

### 殺人未遂と逮捕
1968年7月、新宿区三光町の飲み屋でも同じような猟奇的な事件が発生、その飲み屋は2階で女将と宿泊する事が可能な店であった、女将が「上に上がるかね？」とたずねると、若い男は黙ってうなずき、2人は2階の一室に入っていった。
2階で2人が関係を持っていると、男は突然の女将の腹をナイフで刺した。女将は「痛いじゃないの!?」叫んだため、その声に驚いた男は裸足のまま現場から逃走、女将の叫び声を聞きつけた隣の店の女性と男性が男の後を追い、通りすがりの学生も加勢し、男は3人に取り押さえられた。
男は上野の洋服店に住み込みで働いていた仕立て職人のT(当時28歳)であった、男は元旦の女性殺しの犯人であった事を認め、10代の頃には幼女を殺害した前科もある前科者であった、更には前年の8月2日には浅草で女性が殺害された事件の犯人である事も自供した。
渋谷の女性殺しでは「性行為が下手」とからかわれ、酒を飲み「酒を飲むと体が熱くなり気持ちと身体が別になる」と言い、「若いのにへんねぇ」と言われた事に腹を立て犯行に及んだことなどの自供した。

### 自供した浅草の女性殺し
1967年8月2日、Tは浅草寺の境内の方向へと歩いていた。そこにおでん屋があり、そのおでん屋の女将とは顔なじみであった。すでに先客がいたが、構わず酒を飲んだ、先客が店を出て女将とTで2人っきりになるとTは話をきりだした、話の内容は以前から女の世話をしてくれるように女将に頼んでた件である、しかし自分が希望していた返事は聞けず、Tが「じゃああんたでもいいよ」と言うと女将はそれに対して「いいけどさ、今夜はうまくないよ」と答えた、Tはこの言葉に馬鹿にされたと感じ、持っていたナイフで女将に襲いかかり、殺害した。

### 判決
1969年10月末、Tは3つの事件について死刑判決を受けた、Tは死刑を宣告されても一切動じることなく、控訴もしなかった。